# Dijana Karatović
Dijana Karatović, född 23 juli 2003, är en kroatisk volleybollspelare (vänsterspiker).
Miloš spelar med Kroatiens landslag och har med dem deltagit i European Volleyball League 2022, VM 2022 och EM 2023. Hon har spelat hela sin klubbkarriär i Kroatien.